# مسجد السيد إسماعيل
مسجد السيد إسماعيل هو مسجد تاريخي يعود إلى عصر القاجاريون، ويقع في قم.